# Théodore Frère

Théodore Frère (Fotografie G. M. Legé)

Charles Théodore Frère, genannt Frère Bey, (* 21. Juni 1814 in Paris; † 24. März 1888 ebenda) war ein französischer Lithograf, Maler, Radierer und Zeichner für den Holzschnitt. Sein Werk ist dem Orientalismus zuzuordnen.

## Leben
Frère war ein älterer Bruder von Edouard Frère. Er studierte bei Jules Cogniet (nach anderen Angaben bei Léon Cogniet) und Camille Roqueplan die Malerei. Er unternahm eine Studienreise durch Frankreich und besuchte die Auvergne, das Elsass und die Normandie und debütierte 1834 im Pariser Salon mit einer Ansicht der Umgegend von Straßburg. In den Jahren 1835 und 1836 zeigte er dort Ansichten aus der Gegend von Rouen und einige Interieurs. Er reiste 1836/1837 für ein Jahr nach Algerien, wo er an der Einnahme von Constantine (in manchen Literaturangaben findet sich hier auch fälschlich die Angabe er wäre Zeuge der Eroberung von Konstantinopel geworden « Puis il fit un premier séjour en Algérie, en 1837, date à laquelle il fut le témoin de la prise de Constantinople ») teilnahm und die Wüste durchwanderte. Er besuchte auch Ägypten, Griechenland, Konstantinopel, Kleinasien und Syrien.
Nach dieser Reise wurden orientalische Szenen und Stadtansichten zum zentralen Thema Frères. Dabei orientierte er sich am Stil von Jean-Auguste-Dominique Ingres und dem Darstellungsmodus des Klassizismus. Seine Bilder zeichnen sich durch topographische Genauigkeit aus. 1839 stellte Frère in Paris seine ersten Orientbilder aus und zeigte bis 1850 zumeist Veduten und Interieurs aus Algier oder Constantine. Im Jahr 1843 war er mit einer Szene aus der Eroberung von Constantine in der Ausstellung vertreten. Auf seiner Orientreise von 1851 bis 1854 durch Griechenland, Kleinasien und Malta besuchte er um 1853 Ägypten und betrieb eine Werkstatt in Kairo, was ihm den Titel eines „Bey“ einbrachte. Anschließend setzte er seine Reise durch Palästina, Syrien und Nubien fort. Auf dieser Reise fertigte er zahlreiche Skizzen und Studien an. Anschließend kehrte er nach Paris zurück. Er brachte orientalischen Kunstgegenstände mit und verarbeitete seine Eindrücke in Gemälden, die von 1855 bis 1888 in den Pariser Salons (1881 bis 1887 im Salon des Artistes Français) ausgestellt wurden.
1869 begleitete er die Kaiserin Eugenie bei ihrer Fahrt auf dem Nil und führte in ihrem Auftrag anlässlich der Einweihung des Suezkanals ein Album mit dreizehn Aquarellen aus. Einige davon wiederholte er später auch in Öl, darunter:  Vue de la mosquée SidiAbdel-Akmann, près d’Alger, Vue prise au faubourg Bab a-Zounn, Jardin dans l’intérieur de la Casbah à Alger und Plaine de la Mitidja aux environs d’Alger. Seine genreartigen oder landschaftlichen Bilder schilderten das Leben und Treiben im Orient. Sie zeigten überwiegend Straßenveduten aus Algier, Kairo und Konstantinopel, aber auch Architekturansichten und Darstellungen von Ruinen, Interieurs von Basaren, Kaffeehäusern oder Moscheen. Hinzu kamen Naturszenen in Abend- oder Morgenstimmungen, Karawanenzüge und Aufenthalte in Oasen, Algerien, der Türkei und Ägypten. Frère nahm mit seinen Werken an mehreren Weltausstellungen teil, unter anderem 1855, 1867 und 1878 in Paris.

## Werke (Auswahl)

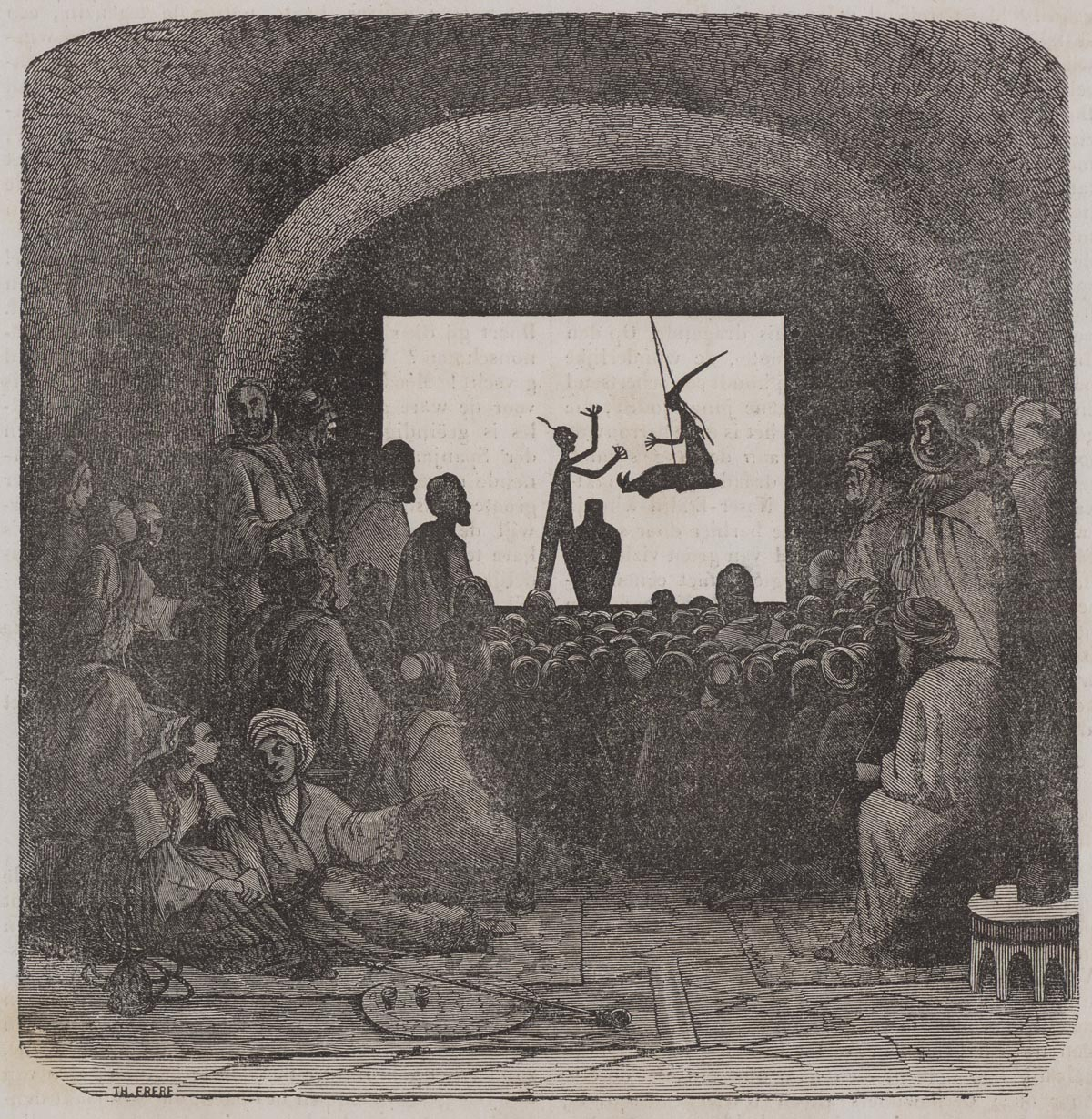
Chinesisches Schattenpuppenspiel in Algier

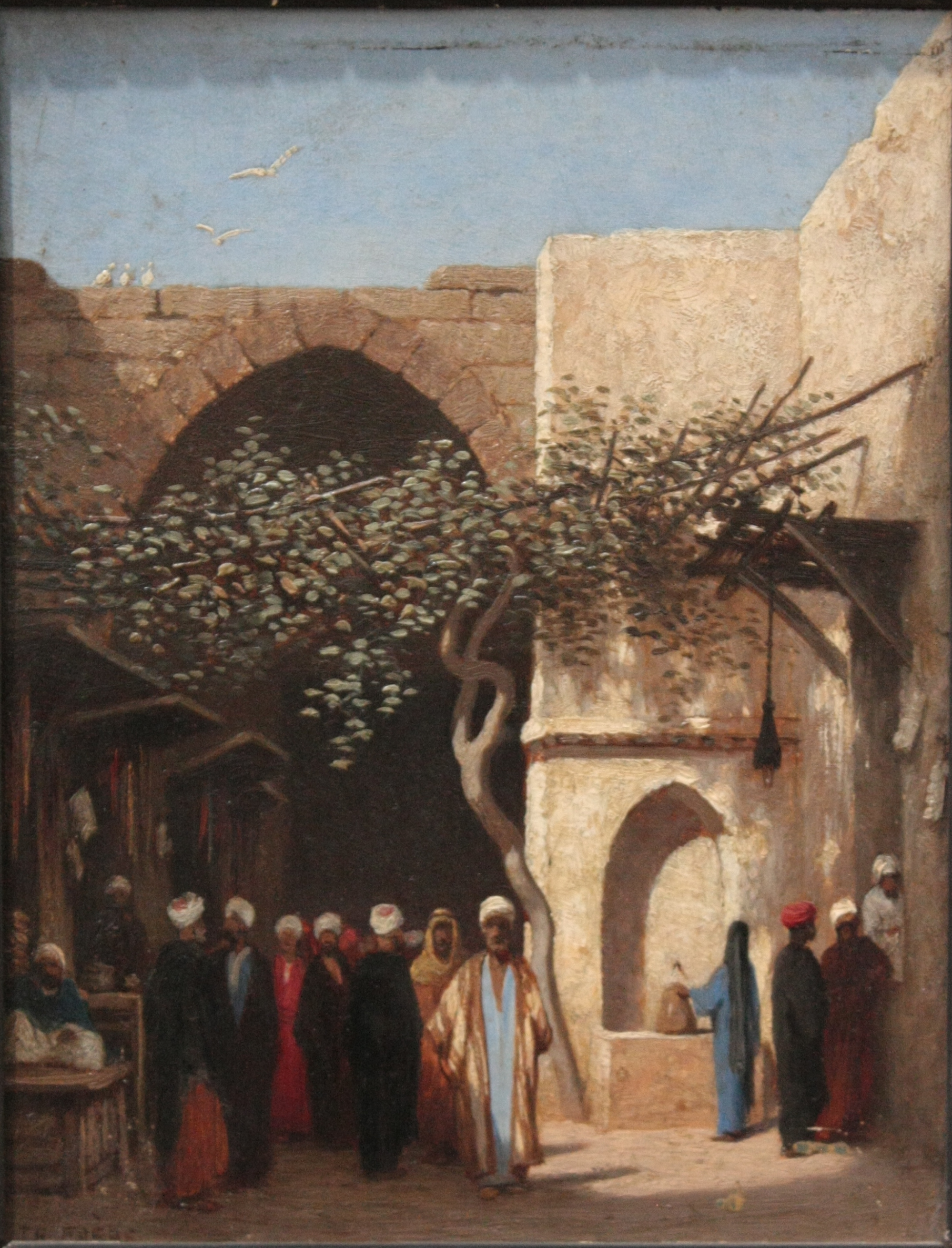
Eingang zu einem Basar

Frères Werke kamen in zahlreiche die Museen.
- Blick auf Jerusalem
- Bilder aus Constantine (1840–1848)
- 1850: Der Ruheplatz der Araber
- Eingang einer Moschee in Beirut
- 1859: Der Bazar in Damaskus
- Inneres eines Hofs zu Tantah in Ägypten
- Ein Harem in Kairo
- 1861: Fest bei einem Ulema in Konstantinopel
- 1862: Die Ruinen von Karnak
- Das Café von Galata
- Der Samun
- Eine arabische Hochzeit
- Ein Abend in Oberägypten
- 1867: Eine Karawane von Mekka
- 1869: Die Kaiserin Eugenie beim Besuch der Pyramiden
- 1876: Die Insel Philä
- 1878: Der Nil bei Abend

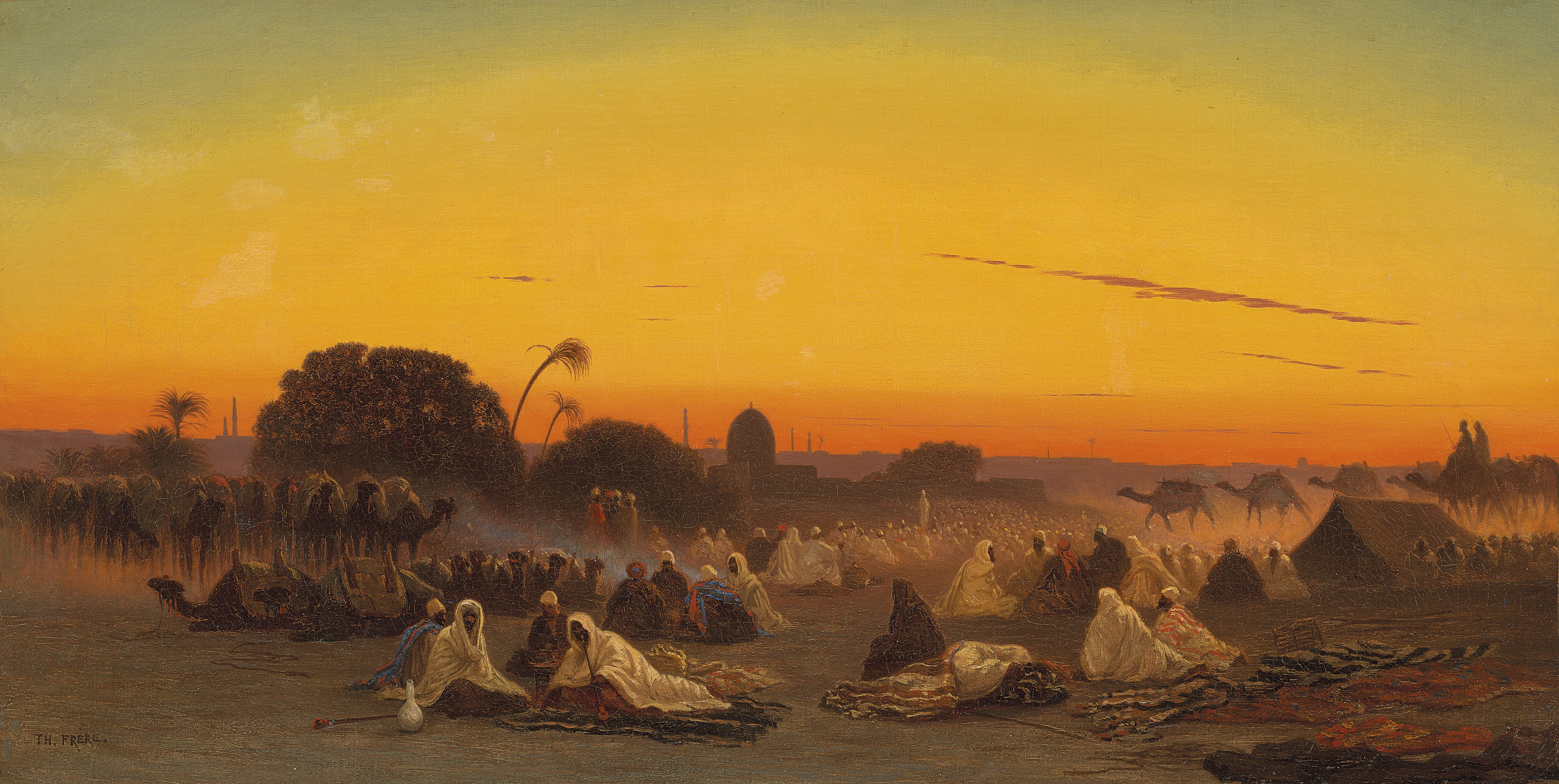
Beduinenlager
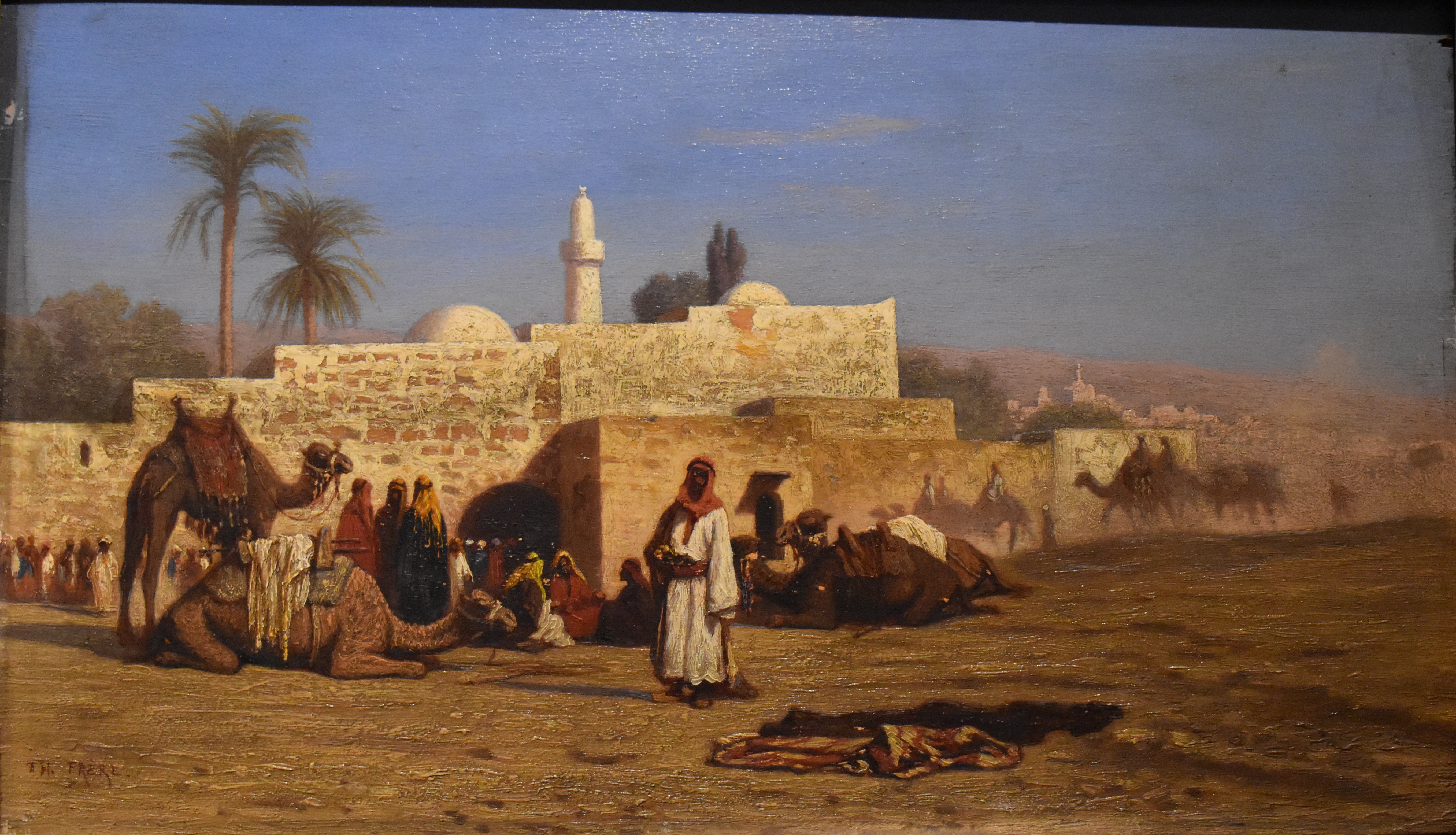
Ansicht von Kairo
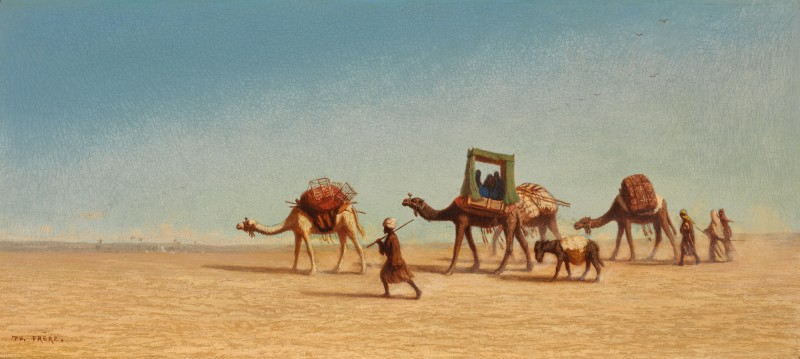
Zug einer Familie durch die Wüste

## Auszeichnungen (Auswahl)
- 1848: Medaille 2. Klasse im Salon de Paris[4]
- 1853: Ernennung zum Bey
- Offizier des Medjidié-Ordens des Osmanischen Reiches
- 1865: eine weitere Medaille